# Stubebdorffia
Stubebdorffia é um género botânico pertencente à família Brassicaceae.